# Santa Marina del Rey
Santa Marina del Rey ist eine Gemeinde (Municipio) mit 1.745 Einwohnern (Stand: 2024) in der Provinz León der Autonomen Gemeinschaft Kastilien-León. Die Gemeinde besteht neben dem namensgebenden Hauptort aus den Ortschaften San Martín del Camino, Sardonedo, Villamor de Órbigo und Villavante.

## Geographie
Santa Marina del Rey liegt etwa 29 Kilometer westsüdwestlich von León in einer Höhe von ca. 840 m am Río Órbigo, der am westlichen Rand der Gemeinde entlangfließt. Durch die Gemeinde führt die Autopista AP-7. Die Gemeinde liegt am Camino Francés des Jakobswegs.

## Bevölkerungsentwicklung
| Jahr        | 1900 | 1950 | 1981 | 1991 | 2001 | 2011 | 2021 |
| ----------- | ---- | ---- | ---- | ---- | ---- | ---- | ---- |
| Einwohner   | 2830 | 3561 | 2221 | 2258 | 2111 | 2438 | 2596 |
| Quelle: INE |      |      |      |      |      |      |      |

## Sehenswertes
- Martinskirche (Iglesia de San Martín) in San Martín del Camino
- Kirche der Unbefleckten Empfängnis in Villavante